# Pherbellia seticoxa
Pherbellia seticoxa är en tvåvingeart som beskrevs av Steyskal 1961. Pherbellia seticoxa ingår i släktet Pherbellia och familjen kärrflugor. Inga underarter finns listade i Catalogue of Life.